# Hakoach Będzin
Hakoach Będzin – polski interdyscyplinarny klub sportowy z siedzibą w Będzinie, skupiający sportowców pochodzenia żydowskiego. Istniał od 1913 roku do wybuchu II wojny światowej. We wrześniu 2019 roku nastąpiła reaktywacja działalności sekcji piłki nożnej Hakoach w ramach Retro Ligi PZPN.

## Przed wojną
Hakoach miał sekcje m.in.: piłki nożnej (dorosłych i juniorów), tenisa stołowego i gimnastyki. W 1930 roku uroczyście obchodził swoje piętnastolecie. W tamtym okresie sekcja piłkarska Hakoach była uznawana za najlepszy klub w całym Zagłębiu Dąbrowskim. Sponsorem i entuzjastą Towarzystwa był Dawid Żmigrod, przedwojenny przedsiębiorca, właściciel szkoły tańca, firmy poligraficznej i drukarni. To on użyczył Hakoachowi na siedzibę swój lokal przy ulicy Kołłątaja 45. 
Towarzystwo Hakoach Będzin dysponowało własnym stadionem, oddanym do użytku w 1914 roku. 12 sierpnia 1942 roku, w czasie okupacji hitlerowskiej, miała tam miejsce zbiórka, segregacja i wywózka będzińskiej społeczności żydowskiej do obozów koncentracyjnych, m.in. Auschwitz, co opisała w swoim pamiętniku Rutka Laskier. Obecnie na terenie byłego stadionu znajduje się dworzec autobusowy w Będzinie. 

## Reaktywacja działalności
8 września 2019 roku, z inicjatywy Adama Szydłowskiego - lokalnego historyka i samorządowca - ochotnicy rozegrali mecz pomiędzy zespołami  Hakoach Będzin i Sarmacją Będzin, również klubem piłkarskim z przedwojennym rodowodem. Patronat honorowy objął prezydent miasta Będzina. Mecz stanowił oficjalnie rewanż za spotkanie pomiędzy klubami z 11 listopada 1938 roku, które zakończyło się remisem 2:2. Spotkanie odbyło się w 80. rocznicę spalenia przez członków SS i Wehrmachtu synagogi w Będzinie. W pożarze zginęło ok. 200 osób, którym nie pozwolono wyjść z palącego się budynku.
Od tamtego czasu Hakoach Będzin rozgrywa mecze z lokalnymi zespołami, a także jest w kontakcie z rodzinami przedwojennych członków klubu, mieszkającymi w Izraelu i USA.